# Capenhurst
Capenhurst is een civil parish in het bestuurlijke gebied Cheshire West and Chester, in het Engelse graafschap Cheshire met 380 inwoners.